# Chicago Building
Das Chicago Building (auch: Chicago Savings Bank Building,  7 West Madison Street) ist ein im frühen zwanzigsten Jahrhundert errichtetes, fünfzehngeschossiges Hochhaus in der Innenstadt von Chicago im US-Bundesstaat Illinois.
Das Gebäude ist direkt an der südwestlichen Ecke der Kreuzung State Street und Madison Street gelegen, die lange als the World's busiest corner (dt. etwa „die geschäftigste Ecke der Welt“) galt. Ein Eckstein im zweiten Obergeschoss des Gebäudes stellt den Nullpunkt für die Nummerierung der Adressen Chicagos dar (d. h. die Hausnummern steigen von diesem Punkt ausgehend in alle vier Himmelsrichtungen; zudem werden alle städtischen Straßen bezogen auf diesen Punkt in ihre Ost- und Westseite bzw. Nord- und Südseite unterteilt).:28
Das Gebäude ist seit 1975 im National Register of Historic Places verzeichnet.

## Geschichte
Nach der Fertigstellung des Gebäudes im Jahr 1905 bezog die Chicago Savings Bank, die während der Bauzeit vorübergehend im Merchant's Loan & Trust Building an der Kreuzung Adams Street und Clark Street (1931 abgerissen) untergekommen war, die unteren Etagen des Gebäudes, während der Großteil der oberen Geschosse vornehmlich Arztpraxen beherbergte. Als die Bank ihre Räumlichkeiten im Jahr 1913 verließ, hatten sich ein Dutzend Zahnärzte und dreißig Ärzte im Gebäude niedergelassen. In der Folgezeit gehörten zudem Architekten zu den Mietern, darunter Lebenbaum & Marx; sowie mehrere Juweliere.:31
In den Fünfzigerjahren zog der Verkaufsautomatenhersteller Lunch Box, Inc. ein; später übernahm das Chicago Board of Education das Gebäude.:32
Die Chicago Landmarks Commission erteilte im Jahr 1996 den Landmark-Status (dt. etwa Wahrzeichen) für das Gebäude, nachdem dieser im Jahr 1987 noch abgelehnt worden war.:32
Seit 1997 beherbergt das Chicago Building ein Wohnheim der School of the Art Institute, einer Kunsthochschule.:32
Im Erdgeschoss befindet sich eine Filiale des Bekleidungs-Einzelhändlers Zumiez.

## Architektur
Durch Holabird & Roche grundsätzlich im Stil der Neorenaissance in Stahlskelettbauweise errichtet, weist das auch typische Merkmale der Chicagoer Schule auf. Hierzu zählen die an der Ost-, Nord- und Westfassade verbauten, typischen Chicago Windows, vertikal dreigeteilte Fenster mit einem großen, mittigen, festverglasten Element und je einem kleineren Schiebefenster links und rechts; sowie die sich über zwölf Etagen erstreckenden ausgekragten Erker an der Nordfassade.:28
Die Fassade ist mit dunklen, rotbraunen Terracotta-Ziegeln verkleidet.